# Lopesiodinia diversa
Lopesiodinia diversa är en tvåvingeart som beskrevs av Prado 1973. Lopesiodinia diversa ingår i släktet Lopesiodinia och familjen tickflugor. Inga underarter finns listade i Catalogue of Life.